# سوء امتصاص الفركتوز
سوء امتصاص الفركتوز، المسمى سابقًا «عدم تحمل الفركتوز الغذائي»، هو اضطراب في الجهاز الهضمي يكون فيه اعاقة لامتصاص الفركتوز بسبب نقص نواقل الفركتوز في خلايا الأمعاء الدقيقة. وهو ما يؤدي إلى زيادة تركيز الفركتوز في الأمعاء بأكملها.
تم العثور على سوء الامتصاص الفركتوز في حوالي 30-40% من سكان أوروبا الوسطى، مع ما يقرب من نصف الأشخاص المصابين ظهرت عليهم اعراض تشبه أعراض القولون العصبي.
هذه الحالة شائعة في المرضى الذين تم تحديدهم انهم يعانون أعراض متلازمة القولون العصبي، على الرغم من حدوث المرض في هؤلاء المرضى ليس أعلى من حدوثه في السكان العاديين. وفي المقابل، المرضى الذين يعانون من سوء الامتصاص الفركتوز تتناسب اعراضهم في كثير من الأحيان مع مظهر ذوي متلازمة القولون العصبي. وهناك نسبة صغيرة من المرضى الذين يعانون من سوء الامتصاص كل من الفركتوز وعدم تحمل اللاكتوز يعانون أيضا من مرض الاضطرابات الهضمية.
سوء امتصاص الفركتوز لا ينبغي الخلط بينه وبين عدم تحمل الفركتوز الوراثي، وهو حالة قاتلة تكون فيها انزيمات الكبد التي تكسر الفركتوز ناقصة.

## الفيسيولوجيا المرضية
يمتص الفركتوز في الأمعاء الدقيقة من دون مساعدة من الإنزيمات الهضمية. حتى في الأشخاص الأصحاء، يمكن ل 50g - 25 فقط من الفركتوزاستيعابها بشكل صحيح في المرة الواحدة. الأشخاص المصابون بسوء امتصاص الفركتوز يمكنهم استيعاب أقل من 25g في المرة الواحدة (ملحوظة: تحديد الكمية بشكل دقيق وفقا لفحوصات امتصاص الفركتوز في كثير من الأفراد). في الأمعاء الغليظة، الفركتوز الذي لم يتم استيعابه بشكل كاف فانه يقلل اسموزيا من امتصاص المياه ويتم استقلابه بواسطة بكتيريا القولون الطبيعية إلى أحماض دهنية قصيرة السلسلة وغازات الهيدروجين وثاني أكسيد الكربون والميثان. هذه الزيادة غير الطبيعية في الهيدروجين قابلا للاكتشاف بواسطة اختبار تنفس الهيدروجين.
العواقب الفسيولوجية لسوء امتصاص الفركتوز تشمل زيادة الحمل الاسموزي، وتوفير ركيزة للتخمير البكتيريا السريع، وتغيير الحركة المعدية المعوية، وتعزيز البيوفيلم المخاطي وتغيير وضع البكتيريا. هذه الآثار تضاف إلى غيرها من اثار غيرها من الكربوهيدرات قصيرة السلسلة سيئة الاستيعاب مثل السوربيتول. الأهمية السريرية لهذه الأحداث تتوقف على استجابة الأمعاء إلى مثل هذه التغييرات، لديهم فرصة أكبر لاحداث أعراض في الناس الذين يعانون من اضطرابات الأمعاء الوظيفية من امراض عديمة الاعراض. بعض الآثار المترتبة على سوء امتصاص الفركتوز تكون انخفضاض التريبتوفان، وحمض الفوليك والزنك في الدم.
تقييد المدخول الغذائي للفركتوز الحر و/ أو الفركتانز تنقص الأعراض في نسبة كبيرة من المرضى الذين يعانون من اضطرابات الأمعاء الوظيفية، ولكنها من الممكن ان تفتقد ادلة الجودة.

## الأعراض
- الانتفاخ (من التخمر في الأمعاء الصغيرة والكبيرة)
- الإسهال و/ أو إمساك
- امتلاء البطن بالغازات
- ألم في المعدة (نتيجة لتشنج العضلات، شدته يمكن أن تتفاوت ما بين معتدلة إلى حادة ومزمنة ولكنها غير منتظمة)
- التقيؤ (إذا استهلكت كميات كبيرة)
- العلامات المبكرة للاكتئاب العقلي[8]

## التشخيص
الاختبار التشخيصي، المستخدم، مماثل لذلك الذي يستخدم لتشخيص عدم تحمل اللاكتوز. يسمى اختبار تنفس الهيدروجين وهو الطريقة المستخدمة حاليا للتشخيص السريري. عندما لا يمكن إجراء اختبار التنفس، فان اختبار البراز يمكن ان يستخدم.

## العلاج
ليس هناك علاج معروف، ولكن النظام الغذائي المناسب سيساعد على ذلك.

### النظم الغذائية
الأطعمة التي يجب تجنبها من قبل أشخاص الذين يعانون من سوءامتصاص الفركتوز ما يلي:
- الأطعمة والمشروبات التي تحتوي على أكبر من 0.5g من الفركتوز أكثر من الجلوكوز لكل 100g وأكبر من 3g من الفركتوز في وجبة متوسطة الكمية بغض النظر عن كمية الجلوكوز وأكبر من 0.2g من فركتانز لكل وجبة.[10]
- استهلاك الفركتوز بكميات كبيرة
- الأطعمة ذات نسبة عالية من الفركتوز إلى جلوكوز (ملحوظة: الجلوكوز يعزز امتصاص الفركتوز ولذلك فان الفكتوز من الاطعمة التي تحتوي على نسبة من الفركتوز إلى الجلوكوز<1، مثل الموز، تُمتص بسهولة، في حين أن الاغذية التي تحتوي على نسبة من الفكتوز إلى الجلوكوز> 1، مثل التفاح والكمثرى، تسبب مشاكل في كثير من الأحيان بغض النظر عن الكمية الإجمالية للفركتوز في الطعام)[11]
- الأغذية الغنية بالفركتانز وغيرها من السكريات القابلة للتخمر العديدة والثنائية، والاحادية والبوليولات (FODMAPs)
- الأغذية الغنية بالسوربيتول
- الأطعمة مثل عصير الذرة العالي الفركتوز (HFCS) أو العسل

الأطعمة ذات المحتوى العالي من الجلوكوز والتي يتم تناولها مع الأطعمة التي تحتوي على الفركتوز قد تساعد الذين يعانون على زيادة امتصاص الفركتوز الزائد.

#### الأطعمة ذات المحتوى العالي من الفركتوز
ووفقا لقاعدة بيانات وزارة الزراعة الأميركية، الأطعمة ذات الفركتوز أكثر من الجلوكوز ما يلي:
| الطعام                                   | الفركتوز (غرام / 100 غرام) | الجلوكوز (غرام / 100 غرام) |
| ---------------------------------------- | -------------------------- | -------------------------- |
| السكروز" سكر القصب" (للمرجعية)           | 50                         | 50                         |
| التفاح                                   | 5,9                        | 2.4                        |
| الكمثرى                                  | 6.2                        | 2,8                        |
| عصير فواكه على سبيل المثال: التفاح كمثرى | 5-7                        | 2-3                        |
| بطيخ                                     | 3.4                        | 1.6                        |
| الزبيب                                   | 29.8                       | 27.8                       |
| عسل النحل                                | 40.9                       | 35.7                       |
| عصير الذرة عالي الفركتوز                 | 55-90                      | 45-10                      |

قاعدة بيانات وزارة الزراعة والأغذية تكشف عن أن ثمار مشتركة كثيرة تحتوي على كميات متساوية تقريبا من الفركتوز والجلوكوز، وانها لا تمثل مشاكل لهؤلاء الأفراد المصابين بسوء امتصاص الفركتوز. بعض الفواكه مع نسبة أعلى من الفركتوز إلى الجلوكوز مثل التفاح والكمثرى والبطيخ، والتي تحتوي على أكثر من ضعف الفركتوز بقدر الجلوكوز. مستويات الفركتوز في العنب تختلف اعتمادا على النضج والنوع، حيث يحتوي العنب الغير ناضج على جلوكوز أكثر.

#### الأطعمة ذات المحتوى العالي من الفركتان
سلاسل من جزيئات الفركتوز تعرف بالفركتان موجودة بشكل طبيعي في كثير من الأطعمة. الأطعمة التالية لديها محتوى عالي من الفركتان:
- الخرشوف
- الهِلْيون
- الكراث
- البصل بما في ذلك البصل الأخضر
- القمح بما في ذلك معظم انواع الجعة والخبز، و الكعك، و البسكويت، حبوب الإفطار،و الفطير، و البيتزا والمعكرونة، وبعض أنواع النودلز

الدور الذي تضطلع به الفركتانز في سوء الامتصاص الفركتوز لا يزال قيد البحث. ومع ذلك، يوصى أن استهلاك الفركتانز لمرضى سوء امتصاص الفركتوز يجب أن يبقى أقل من 0.5 غرام / وجبة، ويجب تجنب الانيولين والفركتواوليجوسكاريد، وكلاهما من الفركتانز.

#### الأطعمة الأخرى التي تسبب مشاكل
وبالإضافة إلى ذلك، ينبغي أيضا تجنب الأطعمة التالية:
- السوربيتول (موجودة في بعض أطعمة ومشروبات الحمية، ويوجد بشكل طبيعي في بعض الفاكهة ذات النواة الواحدة)
- إكسيليتول موجودة في بعض أنواع التوت، وغيرها من البوليولات (كحول السكر)، مثل اريثريتول، مانيتول، وغيرها من المكونات التي تنتهي ب تول، والمحليات الصناعية الشائعة في الأغذية التجارية.
- أي أغذية مجهزة أو الأطعمة التي أعدها آخرون تحتوي على الأطعمة المذكورة أعلاه
  - على سبيل المثال:
    - المشروبات الغازية والمشروبات الأخرى التي تحتوي على عصير الذرة العالي الفركتوز
    - الفواكه المجففة
    - الفاكهة المعلبة في «عصير» طبيعي (في كثير من الأحيان، يكون عصير الكمثرى)
    - النبيذ الحلو

### الارشادات الغذائية لإدارة سوء الامتصاص الفركتوز
الإرشادات الغذائية قد وضعت لإدارة سوء امتصاص الفركتوز لا سيما بالنسبة للأفراد المصابين بالقولون العصبي.

#### الأطعمة الغير مناسبة (أي فركتوز أكثر من الجلوكوز)
- الفاكهة—التفاح والكمثرى والجوافة وبطيخ المن وفواكه ناشي، الببو، والبابايا، السفرجل، الفاكهة النجمية والبطيخ
- الفواكه المجففة—التفاح، وزبيب والبلح والتين والكمثرى والزبيب، والسلطانة
- عسل النحل
- النبيذ المقوى
- شراب الذرة العالي الفركتوز—وتحتوي عليه العديد من المنتجات المصنعة
- شراب الذرة الصلبة
- عصير الفواكه المركز
- رحيق الأغاف
- البندورة الحمراء الناضجة

#### الأطعمة المناسبة (أي فركتوز مساوي أو أقل من الجلوكوز)
- الفاكهة ذات النواة الواحدة: المشمش، الخوخ، البرقوق (احذر—هذه الفاكهة تحتوي على السوربيتول)
- فاكهة التوت: عنبية، العليق، التوت البري، والتوت والفراولة
- الحمضيات: البرتقال الذهبي، والجريب فروت والليمون والجير، واليوسفي والبرتقال
- غيرها من الفواكه: الموزالناضج، الكاكايا، فاكهة الكيوي وفاكهة العاطفة «باشن فروت»، والأناناس، راوند

## قوانين وضع العلامات الغذائية
منتجي الأغذية المصنعة غير مطالبين في الوقت الراهن بموجب القانون أن يضعوا علامة على الأطعمة التي تحتوي على «الفركتوز أكثر من الجلوكوز.» يمكن أن يسبب هذا بعض المفاجآت والمآزق للذين يعانون من سوء امتصاص الفركتوز.
لاحظ أن الأطعمة (مثل الخبز) المعلمة ب «خال من الغلوتين» هي مناسبة عادة للذين يعانون من سوء امتصاص الفركتوز، على الرغم من ذلك فيجب أن توخوا الحذر من الأطعمة الخالية من الغلوتين التي تحتوي على الفاكهة المجففة أو عصير الذرة العالي الفركتوز أو الفركتوز نفسه في شكل السكر. ومع ذلك فالذين يعانون من سوء امتصاص الفركتوز ' ليسوا في حاجة إلى تجنب الغلوتين، كالذين يعانون من الاضطرابات الهضمية.
يمكن للعديد من الذين يعانون من سوء امتصاص الفركتوز ان يأكلوا الخبز المصنوع من دقيق الذرة والجاودار. ومع ذلك، فإنها قد تحتوي على القمح إلا إذا وضع عليها علامة «خالية من القمح» (أو «خال من الغلوتين») لاحظ (، خبز الجاودار ليس خاليا من مادة الجلوتين). على الرغم من أن كثيرا ما يفترض أن دقيق العلس بديل مقبول للقمح فانه لا يناسب الذين يعانون من سوء الامتصاص الفركتوز، كما أنه من غير المناسب بالنسبة لأولئك الذين يعانون من حساسية القمح أو الداء الزلاقي. ومع ذلك، فان بعض الذين يعانون من سوء امتصاص الفركتوز لا يوجد لديهم صعوبة مع الفركتانز الموجودة في منتجات القمح في حين أنهم قد يواجهون مشاكل مع الأطعمة التي تحتوي على الفركتوز الحر الزائد.
لاحظ أن هناك العديد من أنواع الخبز في السوق التي تتباهى بعدم وجود شراب الذرة العالي الفركتوز. وبدلا من شراب الذرة عالي الفركتوز، يمكن للمرء العثور على منتج من الخبز الخاص مع ارتفاع محتوى الاينولين، حيث الانيولين هو بديل في عملية الخبز للآتي: شراب الذرة عالي الفركتوز والدقيق والدهون. ونظرا لانخفاض السعرات الحرارية ومحتوى الدهون، وزيادة العالية للألياف والاتجاهات التي تسبق المحتوى الجنيني للاستبدال الاينولين، فان هذه الأنواع من الخبز تعتبر بديلا صحيا للخبز المعد بالخميرة تقليديا. وعلى الرغم من الفوائد الصحية التي قد تكون موجودة، فان الذين يعانون من سوء الامتصاص الفركتوز من المحتمل ألا يجدوا أي فرق بين هذه الأنواع الجديدة من الخبزوالخبز المعد تقليديا في تخفيف الأعراض لان الانيولين هو فركتان، ومرة أخرى، ينبغي تخفيض استهلاك الفركتانز بشكل كبير في الذين يعانون من سوء امتصاص الفركتوز وذلك في محاولة لتهدئة الأعراض.

## بحث جديد
ويتضح الآن بما فيه الكفاية أن الFODMAP «نظام غذائي منخفض الفعالية»، وتطبيقه في ظروف مثل مرض التهاب الأمعاء والقولون العصبي يوصى به على نطاق واسع. تقييد السكريات العديدة، والثنائية والأحادية والبوليولات القابلة للتخمر على الصعيد العالمي، وليس بشكل فردي، يسيطر على أعراض اضطرابات الأمعاء الوظيفية (على سبيل المثال القولون العصبي)، وغالبية مرضى داء التهاب الأمعاء يستجيبون كذلك. وبالنسبة لأولئك الذين يعانون من سوء الامتصاص الفركتوز فان اتباع نظام غذائي منخفض الفاعلية FODMAP قد تكون أكثر نجاحا من تقييد الفركتوز والفركتانز فقط، على النحو الموصى به في الوقت الراهن. الامتثال للحمية عالي.